# Nodocefalosaure
El nodocefalosaure (Nodocephalosaurus) és un gènere de dinosaure ancilosàurid que va viure al Cretaci superior (Campanià tardà) en el que actualment és Nou Mèxic. Se'n coneix una única espècie, l'espècie tipus, Nodocephalosaurus kirtlandensis.